# Шкелюк
Шкелюк — река в России, протекает по территории городского округа Горячий Ключ Краснодарского края. Устье реки находится в 33 км по левому берегу реки Апчас. Длина реки — 32 км, площадь водосборного бассейна — 123 км².

## Данные водного реестра
По данным государственного водного реестра России относится к Кубанскому бассейновому округу, водохозяйственный участок реки — Кубань от города Усть-Лабинск до Краснодарского гидроузла, без рек Белая и Пшиш. Речной бассейн реки — Кубань.